# Juan Bautista Muñoz
Juan Bautista Muñoz y Ferrandis (ur. 12 czerwca 1745 w Museros, zm. 19 lipca 1799 w Madrycie) – hiszpański historyk, kosmograf, znawca i kronikarz Ameryki Południowej.